# Konrad Baetz
Konrad Baetz (* 16. März 1877 in Würzburg; † nach 1935) war ein deutscher Ingenieur, Erfinder und Hochschullehrer. 

## Leben
Nach Schul- und Universitätsausbildung zum Diplom-Ingenieur wurde Baetz 1905 Professor der königlich bayerischen höheren Fachschule für Maschinenbau und Elektrotechnik in Würzburg. Von 1912 bis 1919 war er Professor für Ingenieur-Fächer an der technischen Abteilung der deutsch-chinesischen Hochschule Tsingtau. Ins Deutsche Reich zurückgekehrt, wurde er Professor an der Vereinigten Maschinenbauschule in Würzburg.
Er war Oberbaurat und Erfinder neuer Bauweisen von Dampf- und Gasturbinen. So gibt es eine Beschreibung der an der Ingenieurschule in Schanghai gebauten Versuchsmaschine. Baetz forschte und publizierte u. a. über Verfahren zur Durchführung katalytischer Reaktionen zwischen Gasen oder Dämpfen. Später widmete er sich auch dem Raketenantrieb.
Konrad Baetz wohnte in Würzburg, Fritz-Dahn-Straße 9.

## Werke (Auswahl)
- Neue Grundsätze zur Umwandlung strömender Wärme in mechanische Energieströme und deren Anwendung zum Bau idealer Wärmekraftmaschinen. Erweiterung eines in der Ortsgruppe Würzburg des Vereins deutscher Ingenieure gehaltenen Vortrags von Dipl.-Ing. Konrad Baetz, Lehrer an der Kgl. höheren Fachschule für Maschinenbau und Elektrotechnik, Würzburg 1909.
- Ergänzungen zur Theorie der Turbine für elastische Treibmittel, in: Der Praktische Maschinen-Konstrukteur und Fertigungsingenieur, Band 46, 1913, Seiten 15–21.
- Ein neues Prinzip für Dampf- und Gasturbinen, Leipzig 1920.
- Der Raketenschuss und der zweite Hauptsatz der Wärmetheorie, in: Die Rakete, 1928, Seite 89ff.
- Raketen-Turbinen zur Umsetzung der Sonnenwärme in mechanische Arbeit, in: Die Rakete, 1929, Seite 101ff.
- Neue Vorschläge zur Lösung des Gasturbinenproblems, in: Stahl und Eisen, Band 49, 1929, Teil 2, Seite 1602
- Der Raketenabtrieb und das Energieprinzip, in: Die Rakete, 1929, Seite 51ff.